# Frederick Hollyer

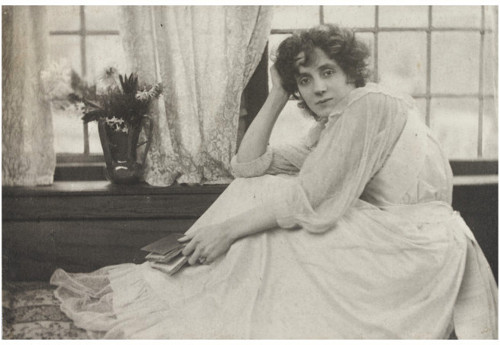
Frederick Hollyer: Mrs. Patrick Campbell, 1893

Frederick Hollyer (17. června 1838 Pentonville – 21. listopadu 1933 Blewbury) byl anglický fotograf a grafik známý svými fotografickými reprodukcemi maleb a grafik, převážně spolku Prerafaelitů a portréty osobností lituratury a umění pozdní Viktoriánské éry a Londýna krále EduardaVII.

## Život a dílo
Hollyer se narodil do rodiny grafika Samuela Hollyera (1797–1883) a původně se sám jako grafik učil. Jeho bratři Christopher Charles Hollyer (1836–1874) a Samuel Hollyer Jr. (1826–1919) pracovali také jako grafici. Kolem roku 1860 se Frederick Hollyer začal zajímat o fotografii. Do roku 1870 začal pod vedením Fredericka Leightona fotografovat a publikovat díla Prerafaelitů, mezi kterými byli mimo jiné Edward Burne-Jones, George Frederic Watts, Simeon Solomon nebo Dante Gabriel Rossetti. Zvláště jeho fotografie kreseb byly chváleny pro svoji vysokou kvalitu, doslova "je šlo jen stěží odlišit od těch skutečných". Jednou z nejznámějších byla studie tří hlav Burna-Jonese pro The Masque of Cupid.
Kromě kopií uměleckých děl se Hollyer věnoval portrétní fotografii a snímkům exteriérů a interiérů domů. Na konci devatenáctého století provozoval ateliér na náměstí Pembroke Square v londýnském Kensingtonu. Po dobu třiceti let si rezervoval pondělí na pořizování portrétů, fotografoval mnoho známých osobností, jako byli například Walter Crane, William Morris, Aubrey Beardsley, Edward Burne-Jones, John Ruskin, H. G. Wells, George Bernard Shaw, herečka Mrs. Patrick Campbell nebo Ellen Terry.
Hollyer prosazoval fotografii jako uznávanou formu umění. Byl členem Královské fotografické společnosti a piktorialistického fotografického klubu The Linked Ring a byl jedním z prvních portrétních fotografů, jejichž práce byly vystavovány v galeriích.
Hollyer se oženil s Mary Anne Armstrongovou (1838-1913). Zemřel ve věku devadesáti pěti let v domě svého nejstaršího syna Fredericka (1870–1952) v Blewbury, který převzal vedení jeho fotografického ateliéru.
Velká část jeho děl je v současné době ve sbírkách National Portrait Gallery a Victoria and Albert Museum v Londýně.

## Galerie

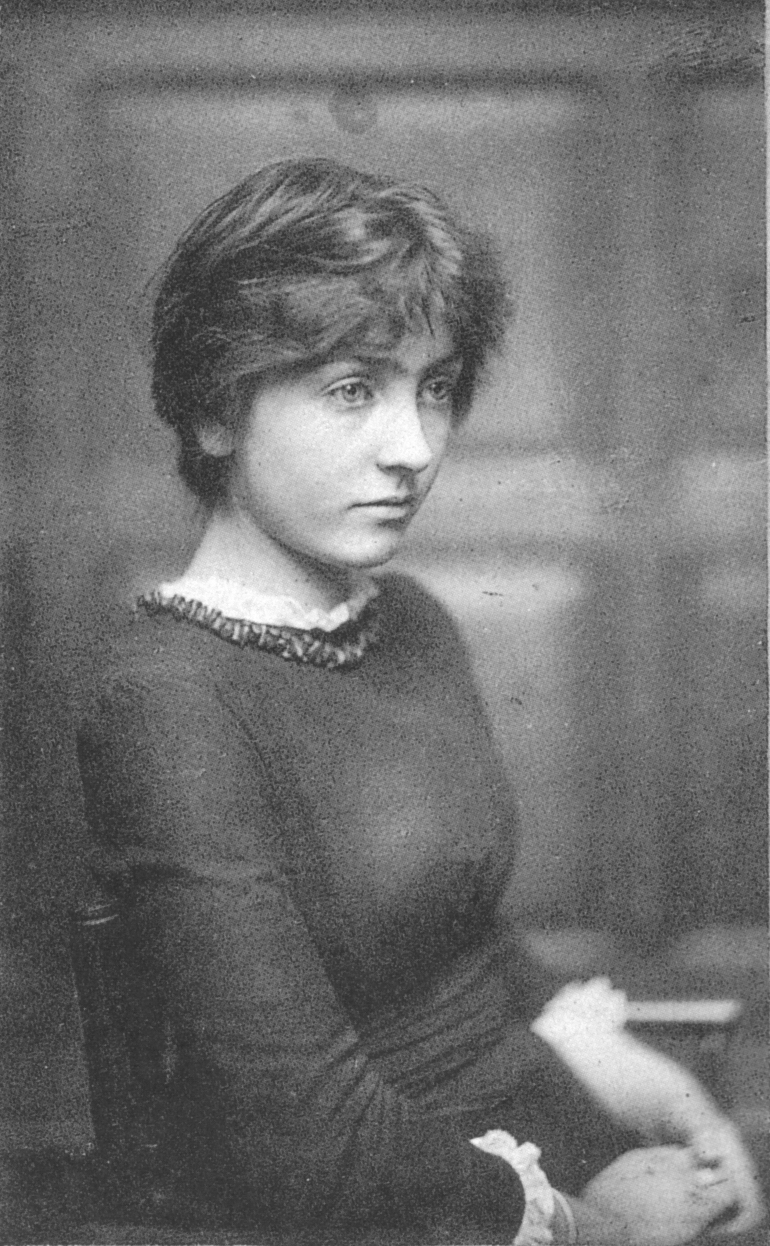
Margaret, dcera Edwarda Burna - Jonese, 1884
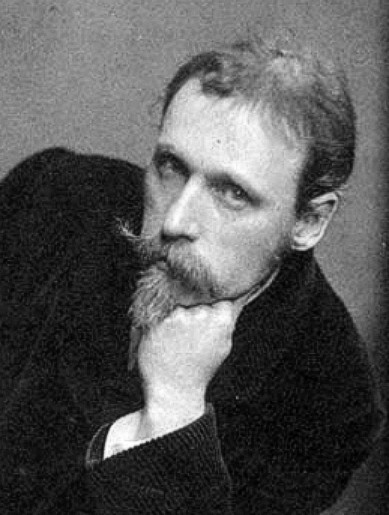
Walter Crane, 1886
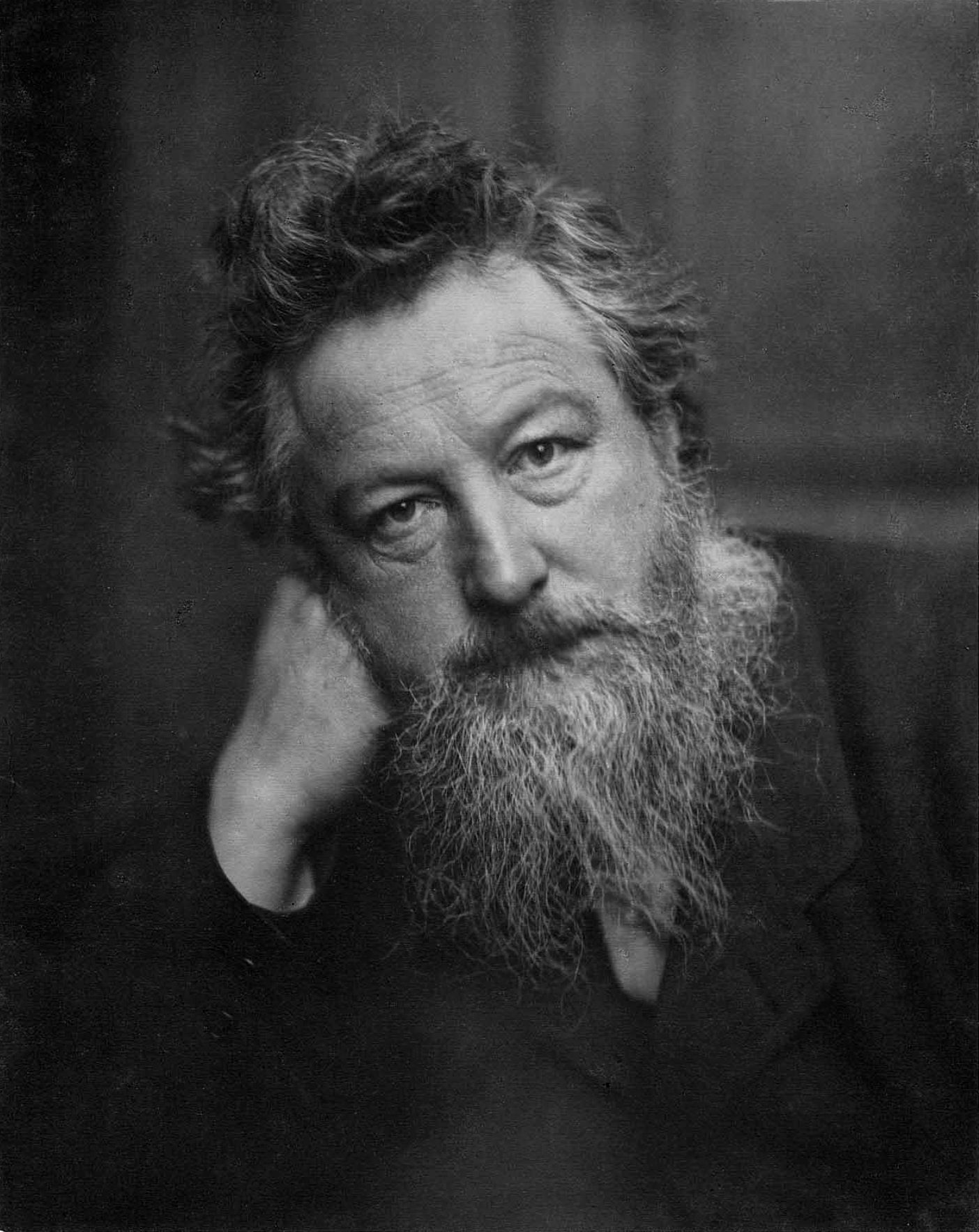
William Morris, 1887
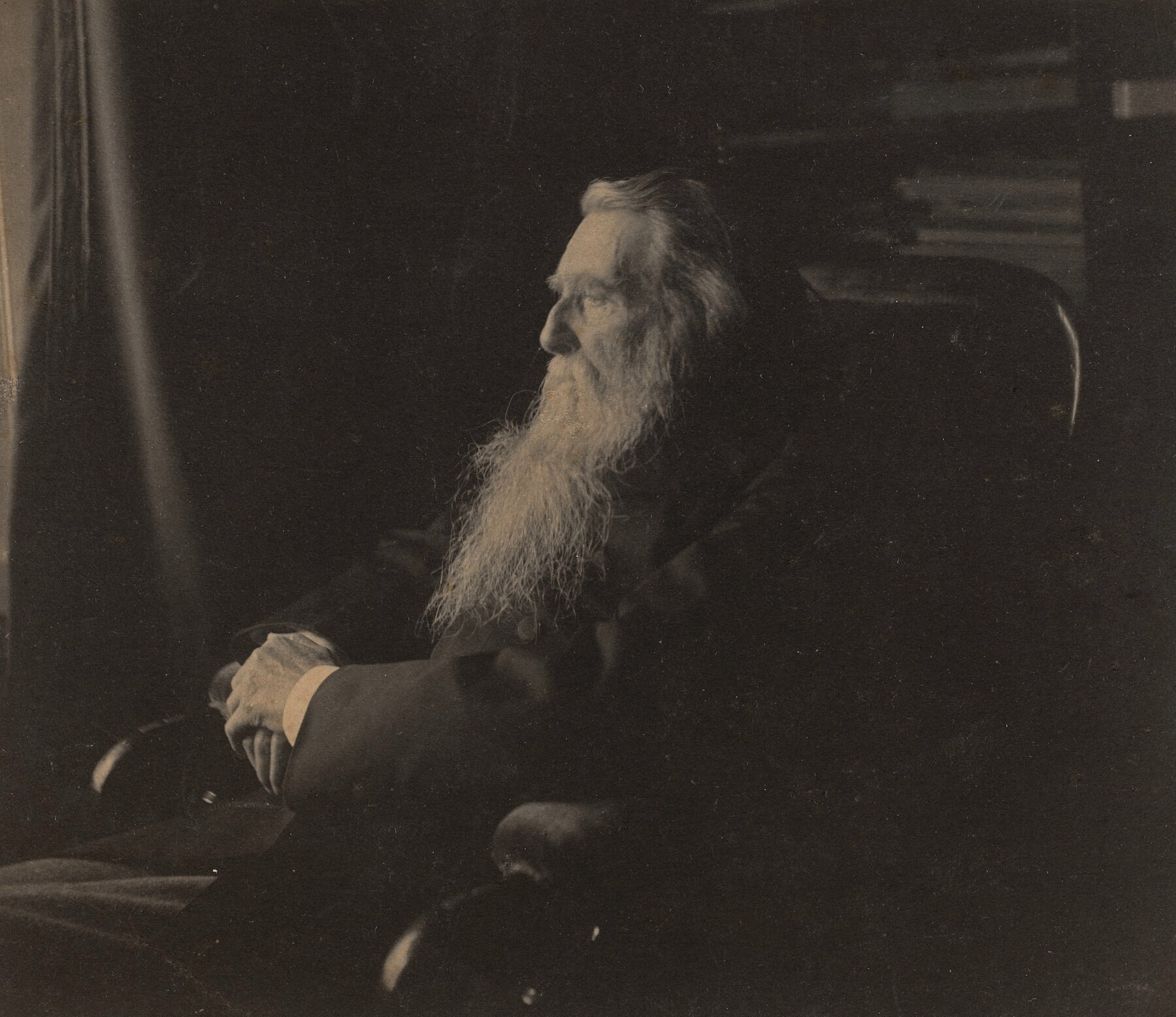
John Ruskin, 1894
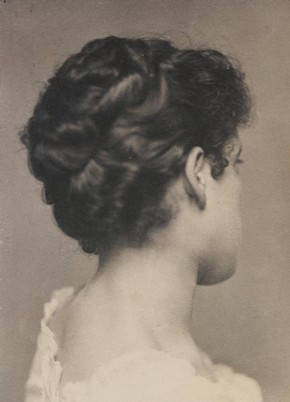
Margo Asquith, 1890
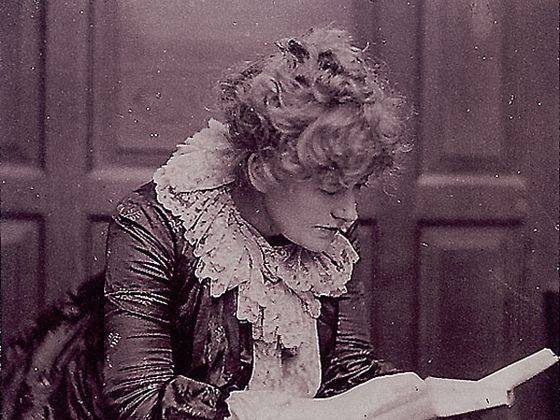
Ellen Terry, 1890
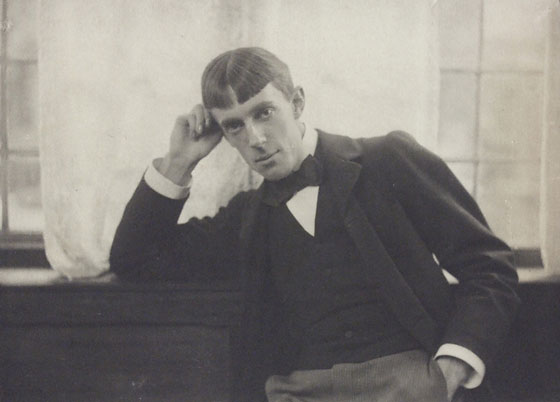
Aubrey Beardsley, 1890
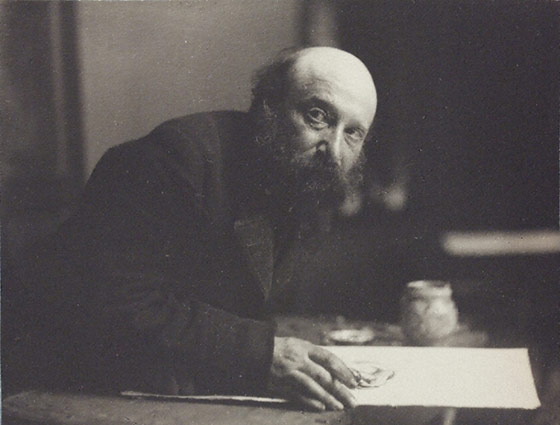
Simeon Solomon, asi 1890
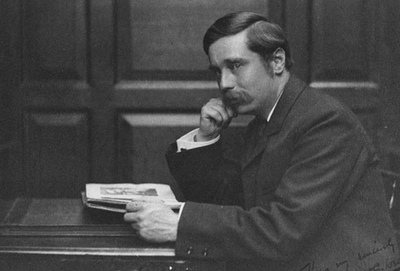
H. G. Wells, 1890